# Ghiacciaio Stewart
Il ghiacciaio Stewart è un ghiacciaio lungo circa 8 km situato nella regione nord-orientale della Dipendenza di Ross, all'interno della zona condivisa da quest'ultima con la Terra di Marie Byrd, in Antartide. Situato in particolare in un tratto  della costa settentrionale della penisola di Edoardo VII facente parte della costa di Saunders, il ghiacciaio fluisce verso nord-est, scorrendo lungo il versante sud-orientale della cime Howard, fino ad andare ad alimentare la piattaforma glaciale Sulzberger.

## Storia
Diverse formazioni di quest'area furono fotografate durante le spedizioni antartiche comandate da Richard Evelyn Byrd e svolte nel 1928-30 e nel 1933-35. Il ghiacciaio Stewart è stato comunque mappato in dettaglio dai membri dello United States Geological Survey (USGS) grazie a fotografie scattate durante ricognizioni aeree effettuate dalla marina militare statunitense (USN) e ricognizioni terrestri svolte dallo stesso USGS, tra gli anni 1959 e 1965, e così battezzato dal comitato consultivo dei nomi antartici in onore del tenente comandante Wayne B. Stewart, della USN, che operò come copilota di un LC-130 Hercules durante l'operazione Deep Freeze del 1968.